# 薩里亞-桑特熱瓦西區

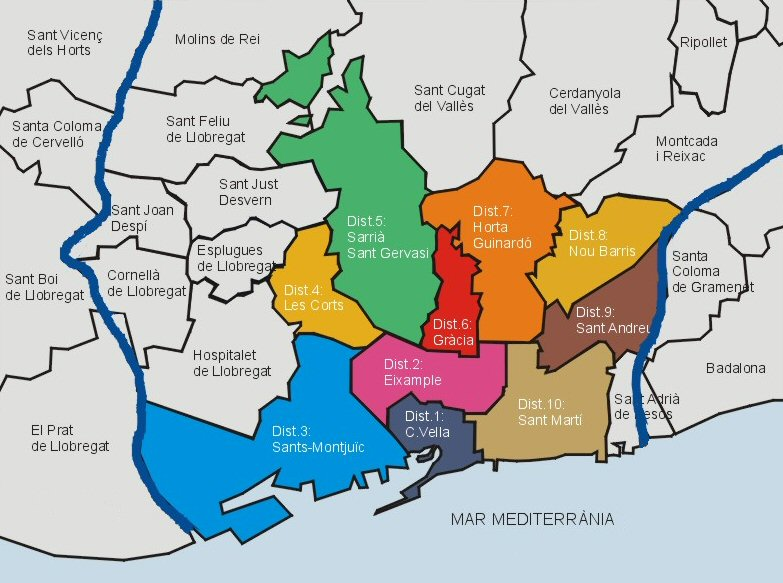
巴塞羅那行政區劃。綠色部分是薩里亞-桑特熱瓦西區

薩里亞-桑特熱瓦西區是西班牙加泰羅尼亞城市巴塞羅那的一個區，也是巴塞羅那最大的一個區，位於巴塞羅那西北部。該區首次出現在文獻記載是在987年。現在這裡仍然保留了郊外農村的氣氛。